# Pleurosicya carolinensis
Pleurosicya carolinensis är en fiskart som beskrevs av Larson, 1990. Pleurosicya carolinensis ingår i släktet Pleurosicya och familjen smörbultsfiskar. Inga underarter finns listade i Catalogue of Life.